# Zhao Liang (réalisateur)
Pour les articles homonymes, voir Zhao Liang.
Zhao Liang (赵亮 en chinois, Zhào Liàng en hànyǔ pīnyīn), né en 1971 dans une petite ville de la province du Liaoning, est un cinéaste et photographe de la République populaire de Chine.

## Biographie

### Formation et Carrière
Diplômé en 1992 de l’Académie des Beaux-arts Luxun, Zhao Liang travaille quelques années pour une antenne régionale du réseau de Télévision centrale de Chine (connu sous l'acronyme anglais CCTV : China Central Television). Comme de nombreux artistes et intellectuels à l'époque, le jeune réalisateur s'installe à Pékin et fréquente bientôt l'avant-garde artistique chinoise, les artistes de Yuan Mingguang et le critique d'art Li Xiantin.

### Œuvre
Ne sont ici recensés que les films visibles en France.
- La cour des plaignants[1] (2009) : le film se déroule aux abords de la gare de Pékin où des provinciaux viennent réclamer justice. À travers des personnages emblématiques, le film nous permet de saisir l’absurdité de cette cour de justice et la détermination de ces êtres qui ne croient plus qu’à un salut venu de l’administration. Le film a été sélectionné au Festival de Cannes 2009 mais est inédit en salles en France. Il a été présenté au cours du Festival Shadows consacré au cinéma chinois indépendant en novembre 2010. Il a été édité en DVD grâce à la coproduction Arte-INA.
- Crime et Châtiment (2007) : à la frontière de la Corée, Zhao Liang filme des jeunes recrues de la police. À la manière d’Urgences de Raymond Depardon nous entrons dans le quotidien de ceux qui veillent à faire respecter la loi. On ne peut pas oublier ce vieil homme malmené par un agent pour absence de permis de travail. L’agent lui interdit de travailler sans se rendre compte que sans travail, sa vie perd tout son sens... Le film a été primé au Festival des trois continents de Nantes.
- Paper Airplane (2001) : Une bande d'amis à Pékin qui se droguent. Nous sommes à Pékin, mais ce qu’ils se disent, leurs envies et leurs déboires pourraient avoir lieu partout. On parle d’arrêter la drogue, d’éviter la police pour ne pas aller faire du travail forcé. On rêve et on aime aussi. Mais ce n’est pas si facile de vivre tout ça en même temps...

### Caractéristique de l’œuvre
Outre les qualités esthétiques indéniables de ses films, son travail se caractérise par une dimension sociale forte. Tournant sur plusieurs années, ses documentaires montrent à travers des personnages emblématiques la société chinoise en pleine mutation et constituent un témoignage unique sur la Chine d'aujourd'hui et ses dysfonctionnements.

## Filmographie
- 2000 : Bored Youth (court métrage)
- 2001 : Jerks, Don't Say Fuck  (court métrage)
- 2001 : Paper Airplane (Zhi fei ji)
- 2004 : City Scene (court métrage)
- 2007 : Crime et Châtiment (罪与罚, Zuì yǔ fá)
- 2009 : La Cour des plaignants (Petition)
- 2010 : Zai yi qi
- 2015 : Béhémoth - Le Dragon noir
- 2021 : I am So Sorry

## Distinctions
- 2007 : Montgolfière d'or au Festival des trois continents pour Crime et Châtiment
- 2009 : Prix du meilleur documentaire au festival international du film de Bratislava.
- 2010 : Prix humanitaire au Festival international du film de Hong Kong.
- 2010 : Prix Amnesty International au Festival international du film de Thessalonique.